# The Eternal Cylinder
The Eternal Cylinder è un videogioco di avventura e sopravvivenza sviluppato da ACE Team e pubblicato da Good Shepherd Entertainment. È stato pubblicato nel settembre 2021 per Microsoft Windows, PlayStation 4 e Xbox One, ed è stato distribuito per PlayStation 5 e Xbox Series X/S nell'ottobre 2022.

## Trama
Nel percorso del Cilindro Eterno, un Trebhum solitario si schiude dal suo uovo ed evita a stento di essere schiacciato. Dopo aver incontrato un anziano deceduto della sua specie, il Trebhum attiva una serie di torri nelle vicinanze che fermano temporaneamente l'avanzata del Cilindro. Radunata una piccola tribù, i Trebhum trovano un anziano vivente che li informa del percorso della loro razza e li incoraggia ad andare avanti. In seguito incontrano un secondo anziano, che suggerisce un piano di fuga: scavalcare il Cilindro e cercare una nuova casa nella terra retrostante. Raggiunto il bordo di una tundra ghiacciata, i Trebhum riescono a scalare e attraversare il cilindro, solo per trovare dietro di esso una landa desolata e senza vita. I Trebhum esposti vengono presto catturati dal più grande servitore del Cilindro, il Matematico, e vengono trasportati nella mente del Cilindro, dove una voce cerca di parlare con loro. Incapaci di comprendere la voce o l'ambiente circostante, i Trebhum riescono a scoprire un'uscita e a fuggire dal paesaggio mentale del Cilindro.
Tornati nel mondo fisico, i Trebhum scoprono che il Cilindro è progredito ulteriormente e si trovano ora nelle profondità della tundra. Evitando nuove forme di vita e servitori più aggressivi e trovando altri anziani, i Trebhum formulano un nuovo piano per fuggire dal loro mondo utilizzando un palazzo volante che la loro gente ha costruito molto tempo fa. Durante il viaggio per raggiungere il palazzo in un deserto, i Trebhum si avventurano ancora una volta nella mente del Cilindro e finalmente entrano in contatto con la voce, che si rivela essere quella di un umano: molto tempo fa, il Cilindro arrivò sulla Terra e consumò ogni cosa sul pianeta, prima di rivolgere la sua attenzione al mondo dei Trebhum dopo aver ascoltato le loro canzoni. Alla fine i Trebhum riescono ad attivare il palazzo, ma l'intervento improvviso del Matematico fa sì che il palazzo fluttui fuori portata. Avventurandosi una terza volta nella mente del Cilindro, quest'ultimo finalmente parla e rivela i suoi obiettivi: ritenendo che la differenza sia la fonte di tutte le sofferenze, il Cilindro cerca di assorbire tutta l'esistenza in se stesso per creare un universo pacifico. Una volta usciti dal paesaggio mentale, i Trebhum scoprono che la colluttazione con il Matematico ha liberato nel loro mondo le entità contenute nel Cilindro, creando un nuovo paesaggio tossico e pieno di minacce sconosciute.
Evitando sia la fauna selvatica estremamente pericolosa che gli attacchi diretti dei più pericolosi servitori del Cilindro, i Trebhum incontrano un ultimo anziano, che rivela che la loro razza era un tempo compagna dei fluttuanti Trewhaala Celestiali, enormi alieni simili ad anguille che hanno custodito i santuari degli anziani che i Trebhum hanno visitato in precedenza. Dopo aver acquisito una mutazione che permette loro di comunicare con i Trewhaala, le due razze raggiungono un accordo: i Trewhaala traghetteranno i Trebhum al palazzo a patto che i Trebhum consumino prima i manufatti del Cilindro che portano con sé i tratti dei Trewhaala, che si stanno estinguendo e sperano di usare questi manufatti per sopravvivere nella memoria genetica dei Trebhum. Nonostante gli attacchi disperati del Cilindro, i Trebhum riescono ad acquisire tutti gli artefatti e vengono trasportati a palazzo. Deciso a non lasciar scappare i Trebhum, il Cilindro invia il Matematico per ucciderli. Due Trewhaala si scontrano con il Matematico in cima al palazzo mentre i Trebhum si spostano per evitare il fuoco incrociato, finché alla fine il Matematico viene sconfitto.
Entrando un'ultima volta nella mente del Cilindro, i Trebhum vengono ringraziati dal Narratore per aver sconfitto il Cilindro, rivelando nel frattempo che il Narratore è la mente che controlla il Matematico. Il Matematico si rivolge prontamente al Cilindro e si sacrifica per distruggere il costrutto, ponendo finalmente fine alla caccia del Matematico. Mentre i Trebhum festeggiano la loro vittoria, il Narratore ripercorre la loro storia e, mentre svanisce, ammette di non essere sicuro che il Cilindro tornerà, ma di sentirsi soddisfatto del suo ruolo nella storia della sua fine.

## Modalità di gioco
Il gioco è un'avventura open world in terza persona che mette il giocatore al comando di una piccola creatura chiamata Trebhum. Nella sua forma più elementare, il Trebhum è in grado di raccogliere oggetti con la proboscide, correre, saltare e rotolare per spostarsi più velocemente, oltre a spruzzare acqua dalla proboscide o espellere oggetti dall'inventario.
Con il progredire del gioco, il Trebhum ottiene l'accesso a una collezione di diverse mutazioni, che vengono innescate da vari oggetti che possono essere raccolti nell'ambiente. Le mutazioni sono classificate in base alla parte del corpo: le cinque classi sono mutazioni degli occhi, delle gambe, del tronco, del corpo e della pelle, e tutte le mutazioni di ogni parte si escludono a vicenda (tranne la mutazione del Terzo Occhio, che si sovrappone ad altre mutazioni degli occhi). Per questo motivo, un Trebhum può avere un massimo di sei mutazioni a testa, e le nuove mutazioni sovrascrivono le precedenti della stessa parte del corpo. I Trebhum possono reclutare nuovi membri trovandoli nel mondo esterno, facendoli schiudere dalle uova o reclutandoli nelle case dei Trebhum. Un gruppo di Trebhum può avere diverse mutazioni con diverse abilità; il numero massimo di Trebhum può essere potenziato presso speciali santuari Trebhum, al costo di "polvere di cristallo", una forma di valuta che può essere trovata sotto forma di polvere o trasformata in minerali dai Trebhum con la mutazione Processore di minerali.
Le mutazioni conferiscono ai Trebhum un'ampia gamma di capacità: le mutazioni delle zampe permettono loro di saltare più in alto, di correre più velocemente o di eseguire attacchi, le mutazioni degli occhi consentono loro di allungare gli occhi per vedere più lontano, di trovare oggetti nascosti o di scansionare le creature nemiche per sbloccare le voci del loro compendio, le mutazioni della proboscide permettono loro di sparare fuoco, di sparare fuoco, spruzzare acido o creare piccoli tornado, mutazioni della pelle che conferiscono loro bioluminescenza, spuntoni per scoraggiare i predatori o produrre un odore maleodorante e, soprattutto, mutazioni del corpo che consentono loro di elaborare l'acqua dagli alimenti, di elaborare moneta minerale dai minerali e di creare bombe dalle loro scorte. Queste mutazioni richiedono un catalizzatore e possono essere rimosse da alcuni nemici dotati di una luce gialla che de-muta i Trebhum: tuttavia, una volta sbloccato l'albero delle mutazioni, i Trebhum possono accedere alle mutazioni a piacimento. Le mutazioni possono essere annullate da alcuni nemici che proiettano una luce gialla contro i Trebhum.
Sebbene il gioco sia generalmente open-world, la progressione lineare è imposta dall'avanzamento del Cilindro Eterno stesso. File di torri punteggiano il paesaggio, impedendo al Cilindro di muoversi e proiettando un campo di forza che i Trebhum possono esplorare in sicurezza. Tuttavia, una volta che i Trebhum escono dal campo, il Cilindro riprende la sua progressione e accelera gradualmente, costringendo il giocatore a correre verso la serie successiva di torri per attivarle. Se il Cilindro raggiunge i giocatori o se questi non riescono ad attivare le torri, il gioco finisce.
Durante il viaggio dei Trebhum, gli eventi, i dialoghi e la progressione della storia sono commentati da un misterioso Narratore, che non solo spiega gli eventi al pubblico, ma agisce anche come voce guida nella mente dei Trebhum. Il Narratore può dare consigli utili per trovare determinati oggetti, utilizzare nuove mutazioni o sconfiggere i nemici speciali che si incontrano nel gioco.

## Sviluppo
Il 15 agosto 2019, mentre un terzo sequel di Rock of Ages è stato annunciato da Modus Games, anziché da Altus, in collaborazione con Giant Monkey Robot e sarebbe uscito nel 2020, un altro gioco, basato su un altro prototipo del 2015 intitolato The Endless Cylinder del cofondatore di ACE Team Carlos Bordeu, è stato annunciato da Good Shepherd Entertainment che si ambienta in un genere survival successivo. Il gioco è stato infine pubblicato per Microsoft Windows tramite Epic Games Store, PlayStation 4 e Xbox One il 30 settembre 2021. Il gioco è stato pubblicato per Steam, PlayStation 5 e Xbox Series X/S il 13 ottobre 2022.

## Accoglienza
The Eternal Cylinder ha ricevuto recensioni "generalmente favorevoli", secondo l'aggregatore di recensioni Metacritic.
PC Gamer ha elogiato i paesaggi e i rifugi incantati del gioco, ma ne ha criticato le mutazioni scialbe, la struttura di base e gli ingombranti sistemi di micromanagement.